# Chirothecia semiornata
Chirothecia semiornata là một loài nhện trong họ Salticidae.
Loài này thuộc chi Chirothecia. Chirothecia semiornata được Eugène Simon miêu tả năm 1901.